# Rose Meth
Rose Gruenapfel Meth, auch Ruzia oder Reisel genannt, (10. November 1925 in Zator, Polen – 12. Oktober 2013 in New York City) war eine Widerstandskämpferin im KZ Auschwitz-Birkenau. Sie war am bewaffneten Aufstand des Sonderkommandos jüdischer Häftlinge am 7. Oktober 1944 beteiligt.

## Leben
Rose Gruenapfel war die Tochter von Shlomo Zalman Gruenapfel (geboren 1890) und Rivka Miriam, geborene Offen (1895). Sie hatte drei Schwestern und zwei Brüder, Eliezer (1911), David, Pearla (1922), Sarah Ethel (1928) und Chaya (1929).
Sie wurde im August 1943 nach Auschwitz deportiert und Ende 1944 zur Arbeit in den Union-Werken abkommandiert. Sie musste täglich zwölf Stunden im sogenannten Pulverraum arbeiten, gemeinsam mit einer engen Freundin, Ester Wajcblum, genannt Estuscha. Die beiden wurden oft für Schwestern gehalten. Im März 1944 schloss sie sich der Untergrundorganisation an und es begann eine Schmuggelkette für Schwarzpulver in ganz kleinen Portionen, die über verschiedene Botinnen bis zu den Männern reichte, die damit Sprengsätze bauten. Am Anfang der Kette war der Pulverraum, wo neben den beiden Frauen auch Genia Fischer und Regina Safirsztajn arbeiteten. Täglich konnten zwei volle Löffel eingesammelt und abgezweigt werden. Versteckt wurde das Pulver in kleinen Stoffstückchen, die die Frauen in Büstenhaltern oder Taschen hinausschmuggelten. Fallweise musste, wenn es zu Körperkontrollen kam, ein wenig ausgestreut werden. Dies gelang in der Wartezeit. Die Widerstandsarbeit war gut organisiert, so dass die SS-Wachmannschaften nahezu ein Jahr lang keinen Verdacht schöpften.

„Ich wusste, dass wir eine Massenflucht planten. Die Männer sollen als erste herausgehen und dann vielleicht die Frauen. Es bestand großer Zweifel, ob überhaupt jemand überleben würde. Aber wenigstens wollten wir es versuchen. Das war unser hauptsächliches Ziel.“

Im Lager tauschte Rose Gruenapfel Brot gegen Papier, damit sie aufschreiben konnte, was sie erlebte und sah, um später Zeugnis ablegen zu können. Sie erinnerte sich an die Mahnung ihres Vaters, sich alles, was dort geschah, genau zu merken. Einige der Notizen finden sich heute in den Archiven von Yad Vashem. Am 6. Januar 1945 wurde sie, wie viele andere Häftlinge, gezwungen, der Hinrichtung von Ala Gertner, Rózia Robota, Regina Safirsztajn und Ester Wajcblum, ihrer besten Freundin, beizuwohnen, die alle am Aufstand beteiligt waren. Sie wurden am Appellplatz gehenkt, zwei Wochen bevor das KZ aufgegeben wurde. Durch die chronische Unterernährung bekam sie Furunkel an den Füßen und konnte zeitweilig nicht mehr gehen. Dennoch überlebte sie schließlich Auschwitz und einen Todesmarsch.
1946 emigrierte Rose Gruenapfel in die Vereinigten Staaten, an Bord des ersten zivilen Passagierschiffes nach Ende des Zweiten Weltkrieges. Sie lebte anfangs in Chicago, Illinois, und arbeitete als Modedesignerin. 1948 heiratete sie Irving Meth und zog nach New York. Das Paar hatte drei Söhne. Die Familie lebte in Bensonhurst, Brooklyn, New York. Gemeinsam mit Anna Heilman, der Schwester von Ester Wajcblum, initiierte sie ein Denkmal zu Ehren der vier hingerichteten Frauen dieser Widerstandsaktion: Ala Gertner, Rózia Robota, Regina Safirsztajn und Ester Wajcblum. Es wurde im Jahr 1991 in Yad Vashem errichtet.
Die letzten zehn Jahre ihres Lebens verbrachte sie in Kew Gardens Hills, Queens, New York. Ihr Mann starb 2005.
Ihre Eltern und die 86-jährige Großmutter wurden am 2. Juli 1942 im Vernichtungslager Belzec ermordet. Ihr Bruder Elieser wurde über das Ghetto Płaszów in das KZ Mauthausen deportiert, wo er ums Leben kam. Alle anderen oben erwähnten Geschwister und die Schwägerin Rachel wurden in Auschwitz ermordet, die Schwestern im Alter von 14, 15 und 21 Jahren im Dezember 1943 in den Gaskammern.

## Gedenken
2016 kreierten ihre Kinder und Enkelkinder den Song Rose Meth, The Unsung Heroine.